# Шейбухта (село)
Шейбухта — село в Междуреченском районе Вологодской области. Административный центр Шейбухтовского сельского поселения и Шейбухтовского сельсовета.
7 августа 1924 года создание Шейбухтовского сельсовета.
Расстояние до районного центра Шуйского по автодороге — 21 км. Ближайшие населённые пункты — Акуловское, Юсово, Турыбанино, Никольское, Степановское. Через село протекает река Шейбухта.
По переписи 2002 года население — 473 человека (230 мужчин, 243 женщины). Преобладающая национальность — русские (92 %).